# Hahnville
Hahnville – jednostka osadnicza w Stanach Zjednoczonych, w stanie Luizjana, siedziba administracyjna parafii St. Charles.